# Lindwurmia

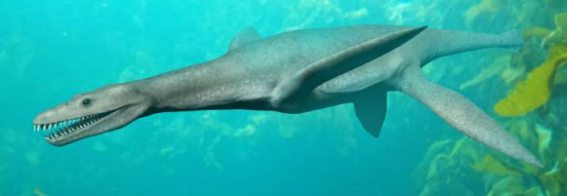
Lindwurmia thiuda

Lindwurmia is een geslacht van de Plesiosauria dat tijdens de vroege Jura leefde in het gebied van het huidige Duitsland. De enige benoemde soort is Lindwurmia thiuda.

## Vondst en naamgeving
In leemgroeve van de Thiemeke'schen Ziegelei op de Kanonenberg bij Halberstadt werd in 1899 een skelet van een plesiosauriër aangetroffen. De dragline die de botten aan het licht bracht vernietigde ongelukkigerwijs ook een groot deel ervan, maar de restanten konden dat jaar geborgen worden door Johannes Maak. Het skelet werd door hem gerestaureerd. De Naturwissenschaftliche Verein stelde het tentoon in het Städtische Museum. De leemgroeve is later dichtgegooid en niet meer toegankelijk.

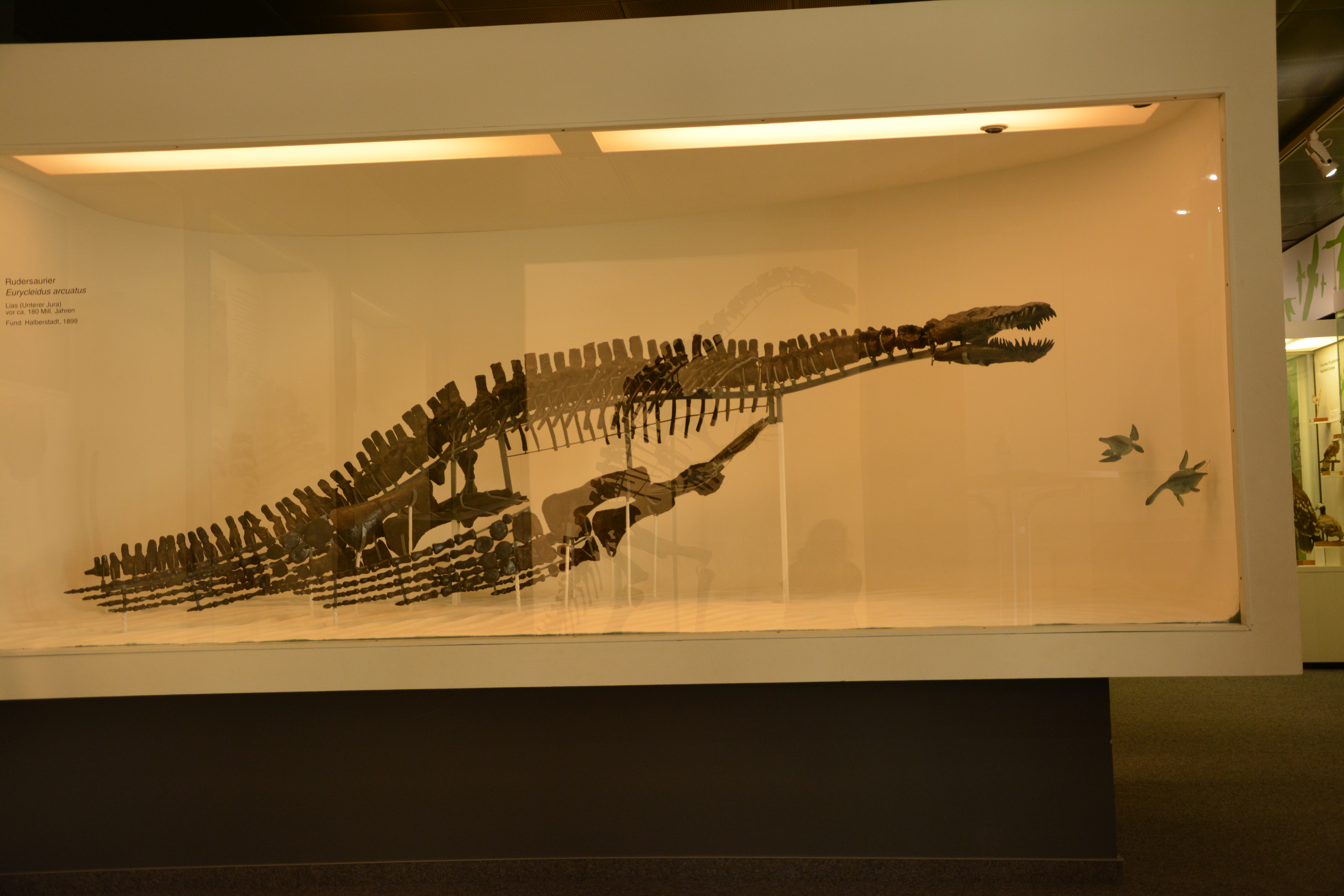
Het holotype

In 1912 en 1914 beschreef Theodor Brandes het exemplaar in detail. Hij stelde dat de waarde ervan nogal overschat was omdat het veel zwaarder beschadigd was dan de restauratie zou doen vermoeden. Hij identificeerde het in 1912 als een Plesiosaurus (Thaumatosaurus) aff. Megacephalo en in 1914 als Thaumatosaurus aff. Megacephalo. Later werd het door het Museum Heineanum gelabeld als Eurycleidus arcuatus. Dat was echter niet op basis van wetenschappelijk onderzoek.
In 2019 benoemden en beschreven Peggy Vincent en Glenn William Storrs de typesoort Lindwurmia thiuda. De geslachtsnaam is afgeleid van de Lindwurm ofwel lintworm, een mythische wormachtige draak uit de Duitse folklore waarvan lang gedacht is dat het om een echt bestaand dier ging. De soortaanduiding is de term Þiuda, "volk", die geleerden hebben gereconstrueerd uit het Gotisch þiudisko, "van het volk". Dit wordt wel gezien als de eerste aanduiding van "Duits".
Het holotype heeft geen inventarisnummer. Het komt uit de Psiloceras johnstoni ammoniet-subzone, die dateert uit het vroege Hettangien. Lindwurmia is daarmee een van de oudste plesiosauriërs die uit Duitsland bekend zijn samen met Rhaeticosaurus. Het holotype bestaat uit een gedeeltelijk skelet met schedel. Bewaard zijn gebleven: de voorzijde van het schedeldak en verhemelte, de voorzijde van de onderkaken, negenenzestig wervels, delen van de schoudergordel en het bekken, delen van de rechtervoorvin en delen van beide achtervinnen. Veel tanden, het achterdeel van de kop, de voorste schoudergordel, de ribben, het puntje van de staart, alle polsbeenderen, alle enkelbeenderen en alle kootjes zijn in gips aangevuld. Brandes meldde drie wervels meer; die zijn vermoedelijk verloren gegaan. Het voorste deel van de kop in de opstelling is een afgietsel. Een dikke laag hars maakt het lastig sommige details waar te nemen of te bepalen wat gips is of bot. Het gaat vermoedelijk om een volwassen individu dat echter niet zeer oud is.

## Beschrijving

Een vergelijking in grootte met een mens

Lindwurmia is een kleine drie meter lang.
De beschrijvers gaven verschillende onderscheidende kenmerken aan. Het gaat om een unieke combinatie van op zich niet unieke eigenschappen. De snuit is ingesnoerd (achter de praemaxillae). Over de middenlijn van de snuit, gevormd door de praemaxillae, loopt een scherpe smalle lengtekam. De praemaxillae en bovenkaaksbeenderen raken elkaar achter de neusgaten. Vóór de choanae, de interne neusgaten in het verhemelte, is het ploegschaarbeen ruitvormig. Vóór de choanae wordt het verhemelte doorboord door extra foramina. De voorste holte tussen de pterygoíden wordt aan de voorzijde door de pterygoïden begrensd. De symfyse tussen de onderkaken is zwaar versterkt, gekield en spatelvormig met vier paar tanden. De eerste premaxillaire tand is klein. De nekribben hebben maar één ribfacet. Bij de halswervels zijn de wervellichamen iets breder dan lang of hoog. Bij de halswervels zijn de voorste en achterste gewrichtsuitsteeksels breder dan het wervellichaam. Het zitbeen is lang in verhouding tot de breedte. Het opperarmbeen is naar achter gekromd en even lang als het dijbeen. De epipodia, de grote beenderen van de onderarm en onderbeen, zijn langer dan breed. De preaxiale voorrand van het spaakbeen is in het midden van de schacht ingesnoerd.
Net als veel jurassische plesiosauriërs heeft Lindwurmia vijf paar tanden in de praemaxillae. Hij verschilt echter van langssnuitige vormen doordat de praemaxillae een korte brede ruitvormige structuur vormen. De tanden daarin zijn grotendeels fors en naar buiten uitstekend. De bovenkaaksbeenderen zijn achter de insnoering nog breder. De insnoering vormt geen diasteem, maar de vijfde premaxillaire tand is wel kleiner. Er staan minstens tien tanden in het bovenkaaksbeen. De symfyse van de onderkaken is overeenkomstig breed, me vier paar tanden. Bij het opgestelde holotype levert dat een vervaarlijk gebit op, maar dat is nep: deze grote tanden zijn alle gereconstrueerd.
De nek is kort met vermoedelijk vierentwintig halswervels. Dat is twee minder dan bij de Rhomaleosauridae. De aderkanalen staan in rechthoekige inzinkingen als bij Meyerasaurus. Er zijn twintig ruggenwervels en vier sacrale wervels. De enorme omvang van de vinnen en hun kromming zijn niet authentiek.

## Fylogenie
De fylogenetische positie van Lindwurmia bleek lastig te bepalen en was afhankelijk van de gebruikte gegevensverzameling. In sommige valt ze zeer basaal uit als zustersoort van Anningasaura. In andere is ze een lid van de Rhomaleosauridae, maar dan in een "kam" ofwel polytomie met dus een gering oplossend vermogen; de uitkomsten zijn dan niet sterk ondersteund.